# Stanisław Jerzy Suder
Stanisław Jerzy Suder (ur. 11 listopada 1951, zm. 14 listopada 2015) – polski artysta plastyk. 
Od 1964 zamieszkały w Krakowie, gdzie podjął naukę w IV LO im. Tadeusza Kościuszki. Po ukończeniu liceum studiował topografię, jednakże nigdy nie pracował w wyuczonej profesji. 
Najbardziej charakterystyczny nurt jego twórczości, to cykl zatytułowany Ptaki Cudaki.

## Wystawy
- 1978 – Galeria Klubu Twórców Kultury „Forum” – Kraków
- 1979 – Galeria Związku Artystów Plastyków UAP – Grenoble
- 1980 – III Ogólnopolski Konkurs Plastyczny „Postawy 80” – Kraków
- 1981 – IV Ogólnopolski Konkurs Plastyczny „Postawy 81” – Kraków
- 1984 – Indywidualna wystawa prac z cyklu „Ptaki Cudaki” – Galeria KMPiK – Kraków
- 1985 – Galeria „Pod Złotym Lewkiem” – Kraków
- 1987 – Neue Creativitat Polens – Mannheim
- 1988 – Art. Nurnberg 3 – Norymberga
- 1988 – Sommer Atrium – Mannheim
- 1988 – Wystawa zbiorowa – Nördlingen
- 1989 – Biuro Handlu Zagranicznego „Sztuka Polska” – Warszawa
- 1990 – Wielka Ekspozycja Sztuki Polskiej –Hamburg
- 1990 – Stadt Zeughaus – Donauwörth
- 1991 – Kulturzentrum Karlshalle – Ansbach
- 1992 – Phil. Surreale Ausstellung „H.S. Galerie” – Heidelberg
- 1992 – Indywidualna wystawa Galeria „Plastyka” – Kraków
- 1992 – Art. Center Jean Rigaux – Bruksela
- 1992 – Galerie bei der Komodie – Augsburg
- 1993 – Galeria „Kocioł Artystyczny” – Kraków
- 1994 – Dotson Galleries – Lahaina, Maui
- 1994 – Centrum Sztuki – Bytom
- 1995 – Indywidualna wystawa prac „Z Ogrodu Marcela Duchamp” – Galeria „Kocioł Artystyczny” – Kraków
- 1995 – Indywidualna wystawa prac „Z Ogrodu Zadymienia” – Krakowskie Towarzystwo Lekarskie – Kraków
- 1995 – EKO Galeria – Warszawa
- 1995 – Brema
- 1996 – Wystawa prac „Z Ogrodu Zadymienia” – University Heits Newark – New Jersey
- 1997 – „Kwiaty Zimą” – Galeria „Kocioł Artystyczny” – Kraków
- 1998 – „Penetracje, Prezentacje, Integracje” – wystawa zbiorowa – Galeria „Kocioł Artystyczny” – Kraków
- 1999 – Indywidualna wystawa cyklu „Ptaki Cudaki” – Galeria „Kocioł Artystyczny” – Kraków
- 2003 – Europejskie Targi Sztuki – Genewa
- 2004 – Kunst Atelier „AMA” – Rudermark

Ponadto w Królewskiej Galerii w Londynie znajduje się obraz „Łąka” w dziale Krajobraz Europejski – obraz zakupiony w „Space Gallery” – Kraków 1991 oraz „Ptaki” w kolekcji Barbary i George’a Bushów.